# Kaldbaksbotnur
Kaldbaksbotnur (IPA: [ˈkalːbaksˌbɔtnʊɹ]) är en liten ort på Färöarna som ligger vid änden av Kaldbaksfjørður på Streymoys östkust. Kaldbaksbotnur tillhörde tidigare Kaldbaks kommun men denna ingår sedan 1976 i Torshamns kommun. Kaldbaksbotnur består idag av endast ett gårdsbruk och vägen till grannbyn Kaldbak färdigställdes 1977. De två byarna fick vägförbindelse till resten av ön 1980. Tunneln från Kaldbaksbotnur till Signabøur öppnades 1992. Vid folkräkningen 2015 hade Kaldbaksbotnur 10 invånare.

## Befolkningsutveckling
| Befolkningsutvecklingen i Kaldbaksbotnur 1985–2015 | Befolkningsutvecklingen i Kaldbaksbotnur 1985–2015 | Befolkningsutvecklingen i Kaldbaksbotnur 1985–2015 | Befolkningsutvecklingen i Kaldbaksbotnur 1985–2015 | Befolkningsutvecklingen i Kaldbaksbotnur 1985–2015 |
| -------------------------------------------------- | -------------------------------------------------- | -------------------------------------------------- | -------------------------------------------------- | -------------------------------------------------- |
|                                                    |                                                    |                                                    |                                                    |                                                    |
| År                                                 |                                                    |                                                    | Folkmängd                                          |                                                    |
| 1985                                               | 1985                                               |                                                    | 12                                                 |                                                    |
| 1990                                               | 1990                                               |                                                    | 11                                                 |                                                    |
| 1995                                               | 1995                                               |                                                    | 6                                                  |                                                    |
| 2000                                               | 2000                                               |                                                    | 7                                                  |                                                    |
| 2005                                               | 2005                                               |                                                    | 8                                                  |                                                    |
| 2010                                               | 2010                                               |                                                    | 9                                                  |                                                    |
| 2015                                               | 2015                                               |                                                    | 10                                                 |                                                    |
|                                                    |                                                    |                                                    |                                                    |                                                    |